# Gonatobotryum fuscum
Gonatobotryum fuscum är en svampart som först beskrevs av Pier Andrea Saccardo, och fick sitt nu gällande namn av Pier Andrea Saccardo 1886. Gonatobotryum fuscum ingår i släktet Gonatobotryum, divisionen sporsäcksvampar och riket svampar.   Inga underarter finns listade i Catalogue of Life.